# Альварес Дюмон, Эухенио
Эухе́нио А́льварес Дюмо́н (исп. Eugenio Álvarez Dumont; 1864, Тунис — 1927, Буэнос-Айрес, Аргентина) — испанский художник, иллюстратор, график.

## Биография
Старший брат художника Сесара Альвареса Дюмона.
Обучался в Королевской академии изящных искусств Сан-Фернандо в Мадриде, а затем в Испанской Академии в Риме. Под влиянием работ художников Лоуренса Альма-Тадемы и Висенте Пальмароли, писал, в основном, картины исторического жанра.
В 1898 году вместе со своим братом Сесаром отправился в Северную Африку; посетил Марокко и Алжир. Затем, поселился в Париже, позже вернулся на родину в Мадрид.
Участник многих выставок. В 1910 году был приглашён принять участие в выставке испанского искусства по случаю 100-летия со дня основания Буэнос-Айреса.
В 1887 году был награждён бронзовой медалью, а в 1892 году — серебряной медалью Национальной выставки изящных искусств в Мадриде.

## Творчество
Э. Альварес Дюмон специализировался, в основном, на исторической (чаще всего связанной с наполеоновскими пиренейскими войнами), жанровой и костумбризской живописи. Баталист. Автор ряда картин на восточные темы.

## Галерея
- Подвиг Мануэлы Маласаньи
- Иллюстрация к «Экспедиции на Ферна́ндо-По», 1883.
- Смерть Адониса
- Пленный
- Площадь Гамбетты в Париже
- Смерть адмирала Чурруки